# 元熙 (前趙)
元熙（げんき）は、五胡十六国時代、前趙（当時の国号は漢）の君主劉淵の治世に使用された元号で、前趙の最初の元号。304年10月 - 308年9月。

## 西暦・干支との対照表
| 元熙 | 元年  | 2年   | 3年   | 4年   | 5年   |
| 西暦 | 304年 | 305年 | 306年 | 307年 | 308年 |
| 干支 | 甲子  | 乙丑  | 丙寅  | 丁卯  | 戊辰  |

## 他年号との対照表
| 元熙 | 元年                 | 2年   | 3年          | 4年    | 5年   |
| 西晋 | 建武元 永安元 永興元 | 永興2 | 永興3 光熙元 | 永嘉元 | 永嘉2 |
| 成漢 | 建初2 建興元         | 建興2 | 建興3 晏平元 | 晏平2  | 晏平3 |